# Jean-François Gendebien
Jean-François Gendebien (Givet, 21 februari 1753 - Bergen, 4 maart 1838) was een advocaat en politicus (lid van het Corps législatif, van de Tweede Kamer en van het Nationaal Congres).

## Onder het ancien régime
Gendebien stamde uit een notabele Waalse familie. Zijn grootvader was zestig jaar burgemeester van Dinant. Zijn vader was advocaat in Luik en meer dan zestig jaar intendant van de familie d'Arenberg. Hij trad in hun voetstappen door rechten te studeren in Leuven, Wenen en Parijs. In 1779 vestigde hij zich als advocaat in Bergen en in 1780 volgde hij zijn vader op als intendant voor het beheer van de goederen van de familie Arenberg. Als Fransman geboren liet hij zich als burger van Henegouwen inschrijven op 1 april 1784 en werd 'greffier échevinal' van het Bergense stadsbestuur. Hij trouwde met Ferdinande Debray en ze hadden onder hun kinderen Alexandre en Jean-Baptiste.
In principe behoorde hij tot de voorstanders van modernisering en vernieuwing, maar apprecieerde de abrupte manier niet waarop keizer Jozef II hervormingen wilde doorvoeren. In 1787 verzette hij zich tegen de aangekondigde administratieve hervormingen en was hij een van de opstellers van een verzoekschrift aan de keizer en van een rapport over de schendingen van de burgerrechten in de Zuidelijke Nederlanden.

## Revolutietijd
In 1790 werd hij lid van de Zuid-Nederlandse Staten-Generaal en was er bij herhaling voorzitter van de zittingen. Hij hield zich buiten de controverses tussen vonckisten en statisten en stuurde aan op een beleid dat zich uitsluitend op de principes van het 'sociaal contract' zou baseren. De 'Verenigde Nederlandse Staten' waren, zoals men weet, geen lang leven beschoren.
Toen de Oostenrijkers in 1791 terug waren, knoopte hij goede relaties aan, onder meer met Metternich aan wie hij een nota met zijn zienswijzen stuurde. Tijdens de eerste Franse inval (november 1792 - maart 1793) bleef hij neutraal, zodat toen de Oostenrijkers voor een laatste maal terugkwamen, hij tot raadslid voor de stad Bergen en pensionaris voor de Staten van Henegouwen werd benoemd. Weldra waren de Fransen daar terug en Gendebien vluchtte naar Duitsland, om pas in de zomer van 1795 naar Bergen terug te keren en er opnieuw actief te zijn als advocaat en als intendant voor de familie d'Arenberg. Hij begon zich ook aan de mijnen en de kolenextractie te interesseren. Hij trad op als juridisch raadgever en investeerde tevens in de opkomende industrie.

## Consulaat en Keizerrijk
Onder het Consulaat begon Gendebien politieke belangstelling te betonen. In 1800 werd hij lid van de Conseil général voor het Franse departement Jemappes, gemeenteraadslid van Bergen en voorzitter van de rechtbank van Eerste aanleg in die stad. Vanaf 1810 maakte hij deel uit van het Franse Corps Législatif en in 1810 was hij een van de voornaamste auteurs van de wet op de Koolmijnen.

## Verenigd Koninkrijk der Nederlanden
Ook al was hij verzoend met het keizerlijk regime, hij voorzag er de zwakheden van en begon vanaf 1811 contacten te zoeken met politici in Nederland. Dit opende de mogelijkheid tot contact met Willem I, die hem benoemde tot lid van de Grondwetscommissie. In de besprekingen manifesteerde hij zich als voorstander van een moderne unitaire staat en het behoud van de bestaande administratieve organisatie. Hij was meteen ook een verdediger van de Belgische belangen: tegen Amsterdam als hoofdstad, voor het Frans als officiële taal, voor de evenredige vertegenwoordiging in het parlement.
In september 1815 benoemde de koning hem tot lid van de Tweede Kamer. Ook al was hij tevreden over de staatsvorm, in het parlement aarzelde hij niet om over allerhande zaken een persoonlijke mening te verkondigen en dit werd niet steeds in regeringskringen geapprecieerd. Hij werd gaandeweg méér opposant, omwille van de stijgende belastingdruk, gevolg van de bureaucratie en de staatsuitgaven. Hij stemde dan ook tegen de rijksmiddelenbegroting. Dit werkte danig op de zenuwen van de koning en de regeringsleden en die zorgden ervoor dat Gendebien in 1821 niet herkozen werd. Hij was voortaan weer ambteloos burger en hernam weer zijn activiteiten als advocaat.

## Koninkrijk België
Het is pas in oktober 1830 dat hij opnieuw politiek actief werd. Hij werd lid van de 'Société de la Constitution', vereniging die zich tegen het Verenigd Koninkrijk keerde. Het Voorlopig Bewind benoemde hem tot voorzitter van de rechtbank van Eerste aanleg in Bergen, zijn vroegere functie uit de Franse Tijd. Hij had, wat betreft de revolutie, een afwachtende houding aangenomen, maar dat belette de kiezers van het arrondissement Zinnik niet om hem tot lid van het Nationaal Congres te kiezen. Zijn twee zoons werden eveneens verkozen, respectievelijk in Bergen en in Charleroi. Toen het nieuwverkozen Congres op 10 november 1830 zijn installatiezitting hield, bleek Gendebien de ouderdomsdeken te zijn en werd hij tot voorzitter aangeduid om de eerste zitting te leiden. Hij behoorde op de cruciale ogenblikken tot de meerderheid: voor de hertog van Nemours, voor regent Surlet de Chokier, voor de aanvaarding van het Verdrag der XVIII Artikelen en ten slotte voor de verkiezing van Leopold van Saksen Coburg.

## Na 1830
Toen het Congres door de verkiezing van de eerste wetgevende vergaderingen (Kamer en Senaat) ontbonden werd, keerde Gendebien naar Bergen terug en bleef er voorzitter van de rechtbank en gemeenteraadslid.
Zijn erfgenamen waren zijn kinderen: Alexandre Gendebien die een politieke carrière doorliep, Jean-Baptiste Gendebien die industrieel werd en drie dochters. Zijn dochter Victoire trouwde met de generaal Ignace Louis Duvivier.
In 1903 werden vijf leden van de familie Gendebien in de erfelijke adelstand opgenomen.